# Кзыл-Тан (Татарстан)
Кзыл-Тан (тат. Кызыл Таң — «Красная Заря») — посёлок на правобережной, Нагорной стороне Зеленодольского района Республики Татарстан. Входит в состав Нижнеураспугинского сельского поселения.

## Расположение
Расположен у истока реки Секерки, левого притока Свияги, на склонах оврага Баты-Иман-Тыбы, на границе с Чувашией. Через посёлок проходит железнодорожная линия Зелёный Дол — Канаш.

## История
Основан в 1930-х годах. С момента образования находился в Нурлатском районе Татарской АССР. С 1 февраля 1963 года — в Зеленодольском районе. Появление посёлка связано с находящейся неподалёку железнодорожной станцией Тюрлема.

## Комментарии
1. ↑  Данное наименование используется в официальных документах. На топографических картах советского времени село обозначено как «Кызыл-Тан», что более близко к татарскому написанию. Это же название часто используется в интернете.